# Бонфильоли, Кирилл
Кирилл Бонфильоли (англ. Kyril Bonfiglioli; 29 мая 1928, Истборн, Восточный Суссекс — 3 марта 1985, Джерси) — английский писатель, арт-дилер, редактор журнала и писатель комиксов. Автор серии романов о Мордекае.

## Биография
Сирил Эммануэль Джордж Бонфильоли родился в Истборне, на южном побережье Англии, в семье итало-словенца Эммануэля Бонфильоли и англичанки Дороти Бонфильоли, урождённой Пэллетт.
Во время Второй мировой войны его мать и брат погибли от авианалёта в 1942 году. Бонфильоли служил в британской армии с 1947 по 1954 год, затем учился в Баллиол-колледже в Оксфорде. Женился, овдовел, женился во второй раз, после развода со второй женой жил в Сильвердейле в Ланкашире, затем на острове Джерси.
Умер от цирроза печени в 1985 году. У него было пятеро детей.

## Карьера
Был редактором журнала «Science Fantasy» с 1964 по 1966 год.
Бонфильоли известен в основном как автор цикла романов о жуликоватом арт-дилере Чарлзе Мордекае (на русском языке издана как «Трилогия Маккабрея» в переводе М. Немцова). По мотивам этих книг снят фильм «Мордекай» с Джонни Деппом в заглавной роли.